# Bernard Fortin
Pour les articles homonymes, voir Fortin.
Bernard Fortin est un acteur québécois et doubleur québécois né le 17 janvier 1957 à Baie-Comeau. Il est notamment la voix québécoise régulière de Tom Hanks, Woody Harrelson. Egalement actif dans le doublage des séries d'animation, il prête sa voix à plusieurs personnages des Simpson, dont Ned Flanders, le Chef Wiggum et le révérend Lovejoy.

## Biographie
Bernard Fortin est diplômé du Conservatoire d'art dramatique de Montréal, promotion 1981.
Il est le père de l'humoriste Virginie Fortin.
Il prête également sa voix à Ned Flanders, au policier Clancy Wiggum et au Révérend Lovejoy dans la version québécoise des Simpson. Il prête aussi sa voix à Henri Hill dans Henri pis sa gang. Il est aussi l'interprète du thème du générique des Aventuriers de l'espace, dessin animé qui fut diffusé pour la première fois en français en 1987. Il fait aussi la voix du personnage Tinky Winky dans la populaire série enfantine Les Télétubbies. Il a aussi doublé un personnage dans la série animée Star Wars. Il fit également la voix d'Ed, représentation du tueur en série Ed Gein, dans le court métrage d'animation québécois Pogo et ses amis réalisé par François Guay en 2008. Il a été pendant de nombreuses années le porte-parole de la chaîne de restaurants Harvey's durant ses publicités. Il prête sa voix à Simon dans la version québécoise des films Alvin et les Chipmunks. Il double également certains films de Disney Hercule : Pen et dans Mulan 2 : Yao.
Beaucoup l'ont connu lorsqu'il co-animait à CKOI 96.9 le retour de Patrice & Bernard.
En 1993, il a présenté avec Patrice L’Écuyer un spectacle d’humour intitulé Merci Beaucoup!.

## Filmographie
- 1983 : Bonheur d'occasion : Soldat
- 1986 : Lance et compte (série télévisée) : Maurice Gauthier
- 1990 : Watatatow (série télévisée) : Robert Beauregard
- 1990 : Cocotte-minute (série télévisée) : Anatole
- 1993 : La Petite Vie (série télévisée) : Rod Paré
- 1996 : Virginie (série télévisée) : Marc Dupras
- 1997 : Cher Olivier (feuilleton TV) : Denis Drouin
- 1998 : L'Invitation : Inspecteur (1)
- 2005 : Providence (série télévisée) : Pierre Lavoie
- 2016 : Le Temps des chenilles (websérie) : Père d'Alix
- 2019 : L'Heure bleue (série télévisée) : Alain Aubert
- 2021: Toute la Vie (série télévisée) : Michel Filmon
- 2021 : Complètement Lycée, La websérie (websérie) : Charlie Thompson
- 2022 : Complètement Lycée (série télévisée) : Charlie Thompson

## Doublage

### Cinéma

#### Films
- Tom Hanks dans (20 films) :
  - Le Mot de la fin (1988) : Steven Gold
  - Turner et Hooch (1989) : Détective Scott Turner
  - Le Bûcher des vanités (1990) : Sherman McCoy
  - Joe contre le volcan (1990) : Joe Banks
  - Une Ligue en Jupons (1992) : Jimmy Dugan
  - Le Rêve de Bobby (1992) : Mike (Adulte)
  - La Magie du Destin (1993) : Sam Baldwin
  - Philadelphie (1993) : Andrew Beckett
  - Les Wonders (1996) : M. White
  - Les tueurs de dames (2004) : Dr. Goldthwait Higginson Dorr III
  - Le Code Da Vinci (2006) : Robert Langdon
  - Le Combat de Charlie Wilson (2008) : Charlie Wilson
  - Anges et Démons (2009) : Robert Langdon
  - Extrêmement fort et incroyablement près (2011) : Thomas Schell, le père d'Oskar
  - Cartographie des nuages (2012) : Dr Henry Goose / le tenancier de l'hôtel / Isaac Sachs / Dermot Hoggins / l'acteur jouant Cavendish / Zachry
  - Capitaine Phillips (2013) : le capitaine Richard Phillips
  - Dans l'ombre de Mary (2014) : Walt Disney
  - Inferno (2016) : Robert Langdon
  - The Circle (2017) : Eamon Bailey
  - La Mission (2020) : le capitaine Jefferson Kyle Kidd

- Woody Harrelson dans (13 films) :
  - Le Meurtre dans le sang (1994) : Mickey Knox
  - Le Roi de la Quille (1996) : Roy Munson
  - Larry Flynt (1996) : Larry Flynt
  - Bienvenue à Sarajevo (1997) : Flynn
  - Des hommes d'influence (1997) : Sergent William Schumann
  - La Mince ligne rouge (1998) : Sergent Keck
  - Corps et Âme (1999) : Vince Boudreau
  - Méchant Malade (2003) : Galaxya
  - Le Vent du Nord (2005) :  Bill White
  - Réveil inattendu (2008) : Randall
  - Le messager (2009) : Tony Stone
  - Amis modernes (2011) : Tommy
  - Au cœur du brasier (2013) : Curtis DeGroat

- Robert Patrick dans (9 films) :
  - Détectives (1997) : Jack « Jackie » Rucker
  - La Nuit la plus longue 2: Le Prix du sang (1999) : Buck
  - Les Justiciers du Texas (2001) : John Armstrong
  - Le Coupe-feu (2006) : Gary Mitchell
  - Les Hommes qui regardent les chèvres (2009) : Todd Nixon
  - Le Refuge (2012) : Daniel Kiefer
  - Escouade Gangster (2013) : l'inspecteur Max Kennard
  - Vol d'identité (2013) : le dépisteur
  - Un honnête voleur (2020) : agent Sam Baker

- Jim Varney dans (6 films) :
  - Ernest frappe encore (1993) : Ernest P. Worrell / tante Nelda
  - Ernest à l'école (1994) : Ernest P. Worrell
  - Ernest le champion (1995) : Ernest P. Worrell
  - Ernest en Afrique (1997) : Ernest P. Worrell / Hey-Yu / tante Nelda / danseuse africaine
  - Planches! (1997) : Rudy James
  - Ernest dans l'armée (1998) : Ernest P. Worrell / le capitaine de l'armée

- Matthew Gray Gubler dans :
  - Alvin et les Chipmunks (2007) : Simon Seville (voix)
  - Alvin et les Chipmunks - La suite (2009) : Simon Seville (voix)
  - Alvin et les Chipmunks : Les Naufragés (2011) : Simon Seville (voix)
  - Alvin et les Chipmunks : Sur la route (2015) : Simon Seville (voix)

- Victor Garber dans :
  - Titanic (1997) : Thomas Andrews
  - Blonde et légale (2001) : Professeur Callahan
  - Sicario (2015) : Dave Jenning

- Forest Whitaker dans :
  - The Crying Game (1992) : Jody
  - Le pouvoir du jeu (2006) : Clyde Snow

- Bill Pullman dans :
  - Malice (1993) : Andy Safian
  - Le Prix de la rançon (2007) : Détective Max Mariner

- Warwick Davis dans :
  - L’Abominable Lutin (1993) : le Lutin
  - Jack le chasseur de géants (2013) : le vieux Hamm

- Billy West dans :
  - Basket Spatial (1996) : Elmer Fudd (voix)
  - Les Looney Tunes passent a l'action (2003) : Elmer Fudd (voix)

- John C. Reilly dans :
  - Le gardien (1997) : l'inspecteur Bill Davis
  - Au-delà du jeu et de l'amour (1999) : Gus Sinski

- John Cleese dans :
  - Georges de la jungle (1997) : un gorille nommé "Frère Loi, Singe Primate" (voix)
  - Georges de la jungle 2 (2003) : le gorille (voix)

- 1989 : Les Trois Fugitifs : Philbrick (David Arnott)
- 1989 : Batman : Nick, le voyou (Christopher Fairbank)
- 1989 : Académie de Police 6 : Une ville assiégée : Flash (Brian Seeman)
- 1990 : Ultime Vengeance : Max Quentero (Branscombe Richmond)
- 1990 : Les Tortues Ninja : Raphael (Josh Pais)
- 1990 : Memphis Belle : Jack Bocci (Neil Giuntoli)
- 1990 : Il danse avec les loups : Edwards (Kirk Baltz)
- 1992 : Le Cobaye : Jake Simpson (John Laughlin (en))
- 1992 : La Cité de la joie : Max Lowe (Patrick Swayze)
- 1992 : L'Homme d'Encino : Link (Brendan Fraser)
- 1992 : Le Sang des Innocents : Morales (Luis Guzmán)
- 1992 : Des hommes d'honneur : le vice-caporal Harold W. Dawson (Wolfgang Bodison)
- 1992 : Célibataires : Steve Dunne (Campbell Scott)
- 1992 : Glengarry : Dave Moss (Ed Harris)
- 1992 : Folks! : Fred (Robert Pastorelli)
- 1993 : À l'ombre du Golden Gate : Agent Ron Pirelli (Bruno Kirby)
- 1993 : De quoi j'me mêle maintenant : Cadeaux (Danny DeVito) (voix)
- 1993 : Un monde idéal : Bobby Lee (Bradley Whitford)
- 1993 : Rock'n Nonne 2 : De retour au couvent : Richard "Sketch" Pinchum (Ron Johnson)
- 1993 : Kelly l'intrépide : Ned Kelly (Yahoo Serious)
- 1994 : L'été de mes onze ans... la suite : Jeffrey Pommeroy (J. D. Souther)
- 1994 : Terre interdite : Homer Carlton (Billy Bob Thornton)
- 1994 : 8 secondes : Cody Lambert (Red Mitchell)
- 1994 : La Patrouille : Howard Finster (Crispin Glover)
- 1994 : Le Corbeau : Skank (Angel David)
- 1994 : À l'ombre de Shawshank : Heywood (William Sadler)
- 1994 : Exotica : Eric (Elias Koteas)
- 1995 : Bons baisers de France : Campbell (Michael Riley)
- 1995 : Marée rouge : le chef cuisinier Rono (Mark Christopher Lawrence)
- 1995 : Quand la nuit tombe : Timothy (Don McKellar)
- 1995 : Heat : Donald Breedan (Dennis Haysbert)
- 1995 : Née pour être libre : Bob l'infirmier (Marvin J. McIntyre)
- 1996 : Retour au bercail 2 : Perdus à San Francisco : Pete (Adam Goldberg) (voix)
- 1996 : Décision au sommet : le sergent Campbell « Cappy » Matheny (Joe Morton)
- 1996 : Fanatique des Celtiques : Kevin O'Grady (Paul Guilfoyle)
- 1996 : Le Jour de l'indépendance : capitaine Jimmy Widler (Harry Connick Jr.)
- 1996 : Le Fanatique : Bernie (Kurt Fuller)
- 1996 : La Rançon : Miles Roberts (Evan Handler)
- 1996 : Basket Spatial : Grosminet (Bill Farmer) (voix)
- 1996 : Vengeance froide : Minos Dautrieve (Vondie Curtis-Hall)
- 1997 : Air BagnardsDuncan Malloy : Duncan Malloy (Colm Meaney)
- 1997 : Ça va clencher! : Maurice (Glenn Plummer)
- 1997 : Rien à perdre : Charlie Dunt (Giancarlo Esposito)
- 1998 : Les Portes du destin : Russell (Douglas McFerran)
- 1998 : Ennemi de l'État : Paulie Pintero (Tom Sizemore)
- 1999 : Le Maître du Cauchemar 2 : Les Forces du Mal : Tillaver (Tommy 'Tiny' Lister)
- 1999 : Le Treizième Étage : Tom Jones (Jeremy Roberts)
- 1999 : Cannabis 101 : Caveech (Mike Cerrone)
- 2000 : Shaft : Luger (Lee Tergesen)
- 2001 : Jay et Bob contre-attaquent : Banky Edwards (Jason Lee)
- 2001 : Le globe-trotter : Carl (Cleavant Derricks)
- 2002 : Encore un drôle de vendredi : Damon (Terry Crews)
- 2003 : House of the Dead : Le jeu ne fait que commencer : Salish (Clint Howard)
- 2003 : La Fille de mon patron : Hans (Kenan Thompson)
- 2003 : À vif : le détective Rodriguez (Nick Damici)
- 2003 : Les Looney Tunes passent à l'action : Grosminet (Joe Alaskey) (voix)
- 2003 : Prisonniers du temps : Robert « Bob » Doniger (David Thewlis)
- 2004 : La Légende de l'étalon noir : Rhamon (Gerard Rudolf)
- 2004 : Piège de feu : Frank McKinny (Kevin Chapman)
- 2006 : Incisions : Grant Grant (Michael Rooker)
- 2006 : Garfield pacha royal : McBunny (Rhys Ifans)
- 2006 : Accepté : Dean Richard Van Horne (Anthony Heald)
- 2006 : Rocky Balboa : Tony Duke Evers (Tony Burton)
- 2009 : Crinqué : Sous haute tension : Randy (Corey Haim)
- 2009 : Le Chihuahua de Beverly Hills : Chico (Paul Rodriguez) (voix)
- 2010 : Vitesse Extrême : l'évangéliste (Adewale Akinnuoye-Agbaje)
- 2011 : La Chose : Edvard Wolner (Trond Espen Seim)
- 2014 : Des Extraterrestres dans le grenier: l'invasion : Skip (J. K. Simmons)
- 2014 : Transformers : L'Ère de l'extinction : Galvatron (Frank Welker) (voix)

#### Films d'animation
- 1990 : Les Personnages animés préférés à la rescousse : Papa / Garfield
- 1994 : Richard et le Secret des livres magiques : Horreur / Dragon
- 1995 : Histoire de jouets : le commentateur du match de bowling
- 1995 : Le Voleur et le Cordonnier : le voleur
- 1996 : Le Bossu de Notre-Dame : un garde rustre
- 1997 : Les Chats ne dansent pas : T.W Tortue / Wheezy
- 1997 : Hercule : Peine
- 1999 : Elmo au pays des grincheux : Monstre Biscuit
- 1999 : Histoire de jouets 2 : Wheezy
- 2001 : Shrek : Thelonius
- 2002 : Jonas et les Végétaloufs : M. Nezzer
- 2004 : La Ferme de la prairie : Jeb
- 2004 : Gang de requins : Sykes
- 2005 : Mulan 2 : Yao
- 2005 : Wallace et Gromit : Le Mystère du lapin-garou : Wallace
- 2006 : Les Rebelles de la forêt : McSquizzy
- 2007 : TMNT : Les Tortues Ninja : Raphael / Veilleur de nuit
- 2007 : Les Simpson, le film : Chef Wiggum / Ned Flanders / Timothy Lovejoy / Tom Hanks
- 2007 : Tous à l'Ouest : Une aventure de Lucky Luke : Bartleby
- 2008 : Star Wars : La Guerre des clones : Ziro le Hutt
- 2010 : Alpha et Oméga : Shakey
- 2014 : Les Avions : Les Pompiers du ciel : Ol' Jammer
- 2016 : Party de saucisses : un rouleau de papier toilette

### Télévision

#### Téléfilms
- 2001 : Marilyn Bell: Une histoire de coeur : Syd Bell (Chip Chuipka)

#### Séries télévisées
- Chip Chuipka dans :
  - Lassie (1997-1999) : Hank
  - Émilie de la nouvelle lune (1998-2000) : Francis Carpenter

- 1984-1987 : Fraggle Rock : Gobo (Jerry Nelson)
- 1998-2002 : Les Télétubbies : Tinky-Winky
- 1998 : Destination : Lune : le narrateur / lui-même / Jean-Luc Despont (Tom Hanks)

#### Séries télévisées d'animation
- depuis 1989 : Les Simpson : Chef Wiggum / Ned Flanders / Timothy Lovejoy
- 1997-1998 : Kléo : Sam (Slim)
- 1997-2007 : Henri Pis sa Gang : Henri Hill
- 2000-2002 : Eckhart : Contrand
- 2001-2003 : Bamboubabulle : Cochonnet
- 2004 : Zéroman (en) : Zéroman/Léo Mutton
- 2009-2011 : Star Wars : La Guerre des clones : Ziro le Hutt
- 2018 : L'Agent Jean ! : Henry B. Belton / Julien-Christophe
- 2022 : Mini-Jean et Mini-Bulle : reprise de ses personnages de Henry B. Belton / Julien-Christophe

## Récompenses et Nominations

### Récompenses
- 1997 - Prix Gémeau, Meilleure interprétation masculine rôle de soutien : dramatique